# Marquette (Iowa)
Marquette és una població dels Estats Units a l'estat d'Iowa. Segons el cens del 2000 tenia 421 habitants.

## Demografia
Segons el cens del 2000, Marquette tenia 421 habitants, 194 habitatges, i 108 famílies. La densitat de població era de 133,2 habitants/km².
Dels 194 habitatges en un 24,2% hi vivien nens de menys de 18 anys, en un 42,3% hi vivien parelles casades, en un 8,8% dones solteres, i en un 44,3% no eren unitats familiars. En el 37,6% dels habitatges hi vivien persones soles el 12,9% de les quals corresponia a persones de 65 anys o més que vivien soles. El nombre mitjà de persones vivint en cada habitatge era de 2,17 i el nombre mitjà de persones que vivien en cada família era de 2,91.
Per edats la població es repartia de la següent manera: un 22,3% tenia menys de 18 anys, un 9% entre 18 i 24, un 28,7% entre 25 i 44, un 26,8% de 45 a 60 i un 13,1% 65 anys o més.
L'edat mediana era de 39 anys. Per cada 100 dones de 18 o més anys hi havia 97 homes.
Cap de les famílies estaven per davall del llindar de pobresa.

## Poblacions més properes
El següent diagrama mostra les poblacions més properes.